# Giải vô địch bóng đá bãi biển thế giới 2011
Giải vô địch bóng đá bãi biển thế giới 2011 là giải đấu lần lần thứ 6 của Giải vô địch bóng đá bãi biển thế giới do FIFA quản lý. Nhìn chung, đây là giải đấu lần thứ 16 kể từ khi phiên bản giải đấu của BSWW tổ chức từ năm 1995 đến năm 2004. Được tổ chức tại Sân vận động Mare, một sân vận động tạm thời tại Bến du thuyền Ravenna, Ravenna, Ý từ ngày 1 tháng 9 và đến ngày 11 tháng 9 năm 2011. Đây là giải đấu lần thứ ba tổ chức bên ngoài Brasil và là giải đấu đầu tiên diễn ra theo hình thức hai năm mới; hiện nay, Giải vô địch bóng đá bãi biển thế giới được tổ chức hai năm một lần. Giải đấu đã được xác nhận vào tháng 3 năm 2010.
Brasil là đương kim vô địch, nhưng sau đó đã không thể bảo vệ được danh hiệu sau khi thua Nga, đội đã giành chức vô địch trong trận chung kết đầu tiên.

## Vòng loại

### Khu vực châu Phi
Vòng loại khu vực châu Phi diễn ra từ ngày 15 tháng 6 đến ngày 19 tháng 6 năm 2011 lần đầu tiên tại Casablanca, Maroc. Giải đấu với sự tham dự của 9 đội tuyển, cùng số lượng đội đã tham dự mùa giải trước đó. Sénégal và Nigeria là 2 đội tuyển cuối cùng vượt qua vòng loại, sau khi lần lượt đánh bại Ai Cập và Madagascar để vào chung kết. Senegal đã giành chức vô địch sau đánh bại Nigeria với tỷ số 7-4 trong trận chung kết.

### Khu vực châu Á
Vòng loại khu vực châu Á diễn ra lần đầu tiên tại Muscat, Oman từ ngày 27 tháng 2 đến ngày 4 tháng 3 năm 2011. BSWW và FIFA đã quyết định tổ chức giải đấu tại đây, do thành công của Đại hội thể thao bãi biển châu Á 2010 cũng được tổ chức tại đây. Với sự tham dự của 11 đội tuyển, tăng so với kỷ lục trước đó là 7 đội tuyển vào năm 2009. Nhật Bản đã giành chức vô địch thứ hai liên tiếp sau khi đánh bại đội chủ nhà Oman (đội sẽ có lần đầu tiên tham dự World Cup) trong trận chung kết. Iran đã giành chiến thắng trong trận tranh hạng ba với Các Tiểu vương quốc Ả Rập Thống nhất để vượt qua vòng loại lần thứ tư, trong khi Các Tiểu vương quốc Ả Rập Thống nhất đã không thể vượt qua vòng loại sau khi đăng cai ở mùa giải năm 2009.

### Khu vực châu Âu
Vòng loại khu vực châu Âu diễn ra tại Bibione, Ý từ ngày 11 đến ngày 18 tháng 7 năm 2010, với sự tham dự của 27 đội tuyển tranh 4 suất tham dự. Ukraine đã vượt qua vòng loại cùng với đội á quân Bồ Đào Nha, đội hạng ba Nga và đội hạng tư Thụy Sĩ. Chỉ có đội vào bán kết mới vượt qua vòng loại tham dự World Cup, nghĩa là Tây Ban Nha (đội đã giành chiến thắng ở vòng loại năm 2008) đã không thể vượt qua vòng loại, nghĩa là Tây Ban Nha sẽ không góp mặt sau mười hai kỳ vô địch thế giới, kể từ năm 1997. Pháp (đội vô địch năm 2005) cũng đã không vượt qua vòng loại, đồng nghĩa với việc không góp mặt tại World Cup lần thứ hai liên tiếp.

### Khu vực Bắc, Trung Mỹ và Caribe
Vòng loại CONCACAF được tổ chức lần thứ ba liên tiếp tại Puerto Vallarta, México từ ngày 1 đến ngày 5 tháng 12 năm 2010. Với sự tham dự của 8 độI tuyển, tăng so với 6 đội tuyển của năm trước đó. Jamaica trở lại vòng loại sau 4 năm và Guatemala lần đầu tiên tham dự giải đấu. Tuy nhiên, không thể tránh khỏi khi vòng loại đã diễn ra giữa bốn đội tuyển mạnh nhất khu vực CONCACAF gồm: El Salvador, Costa Rica, México và Hoa Kỳ, những đội đã gặp nhau ở vòng bán kết của giải đấu, rõ ràng là chiếm ưu thế với tư cách là một thế lực 'bốn đội mạnh nhất'. Tuy nhiên, chỉ có những đội vào chung kết mới vượt qua vòng loại tham dự World Cup, dẫn đến hai trận bán kết đầy kịch tính mà cả hai trận đều phải bước vào loạt sút luân lưu.  Cuối cùng, El Salvador và Méxicoo đã giành quyền tham dự, sau trận hòa căng thẳng 3-3 và 1-1 lần lượt trước Costa Rica và Hoa Kỳ. Các đội tuyển cuối cùng vượt qua vòng loại đã đi tiếp trên chấm luân lưu, lần lượt với tỷ số 2-1 và 1-0, nghĩa là El Salvador đã vượt qua vòng loại tham dự World Cup liên tiếp sau khi đánh bại Costa Rica (đội đã vượt qua vòng loại vào năm trước đó), trong khi México vượt qua vòng loại sau hai năm vắng bóng tại World Cup, có nghĩa là Hoa Kỳ đã không vượt qua vòng loại kể từ năm 2007. México là đội tuyển được yêu thích nhất từ CONCACAF tại Ravenna sau khi đánh bại El Salvador trong trận chung kết vòng loại. Hoa Kỳ giành hạng ba sau khi đánh bại Costa Rica trong trận tranh hạng ba.

### Khu vực châu Đại Dương
Vòng loại khu vực châu Đại Dương diễn ra từ ngày 23 đến ngày 26 tháng 2 năm 2011 tại Papeete, Tahiti, nơi sẽ tổ chức Giải vô địch bóng đá bãi biển thế giới 2013. Đây là lần thứ ba hòn đảo này tổ chức vòng loại sau năm 2006 và 2009 nhưng là lần đầu tiên ở Papeete, vì trước đó đã từng tổ chức ở Moorea Một lần nữa, Fiji, Quần đảo Solomon và Tahiti đã thi đấu, tuy nhiên Vanuatu đã buộc phải rút lui do bị mắc kẹt tại sân bay vì một cơn bão đã đi qua khu vực này. Mặc dù Quần đảo Solomon có thể là đội chiếm ưu thế, giành chiến thắng trong cả hai trận đấu ở vòng bảng, nhưng họ đã để thua đội chủ nhà Tahiti trong trận chung kết, điều có nghĩa là lần đầu tiên kể từ khi vòng loại bắt đầu vào năm 2006, Quần đảo Solomon sẽ góp mặt tại World Cup.

### Khu vực Nam Mỹ
Vòng loại khu vực Nam Mỹ ban đầu được lên lịch diễn ra từ ngày 7 đến ngày 14 tháng 5 năm 2011 tại Rio de Janeiro, Brasil. Tuy nhiên, giải đấu đã được lên lịch lại và diễn ra từ ngày 31 tháng 7 đến ngày 7 tháng 8. Trong giải đấu thứ tư liên tiếp, Brasil đã giành chức vô địch sau khi đánh bại Argentina trong trận chung kết với tỷ số 6-2. Vì cả hai đội tuyển này đều vào chung kết, điều này cũng có nghĩa là cả hai đều vượt qua vòng loại trong năm thứ tư liên tiếp. Uruguay đã bị loại sớm ngay từ vòng bảng của giải đấu, điều đó có nghĩa là lần đầu tiên kể từ khi World Cup ra đời vào năm 1995, Uruguay sẽ góp mặt, khiến Brasil trở thành quốc gia duy nhất đã tham gia mọi kỳ World Cup cho đến nay. Với sự vắng mặt của Uruguay ở vòng loại trực tiếp đã tạo điều kiện cho Venezuela giành chiến thắng trước Colombia, để vượt qua vòng loại World Cup lần thứ ba, sau lần xuất hiện gần nhất của họ tại mùa giải năm 2001.

### Chủ nhà
Ý tự động vượt qua vòng loại với tư cách là đội chủ nhà, mặc dù vẫn tham gia vòng loại khu vực châu Âu và bị loại ở vòng 16 đội.

## Đội tuyển
Dưới đây là các đội tuyển đã đủ điều kiện tham dự Giải vô địch bóng đá bãi biển thế giới 2011:
| Khu vực châu Á (AFC): - Iran - Nhật Bản - Oman (lần đầu tham dự) Khu vực châu Phi (CAF): - Nigeria - Sénégal Khu vực châu Âu (UEFA): - Ý (chủ nhà) - Bồ Đào Nha - Nga - Thụy Sĩ - Ukraina | Khu vực Bắc, Trung Mỹ và Caribe (CONCACAF): - El Salvador - México Khu vực châu Đại Dương (OFC): - Tahiti (lần đầu tham dự) Khu vực Nam Mỹ (CONMEBOL): - Argentina - Brasil - Venezuela |  |

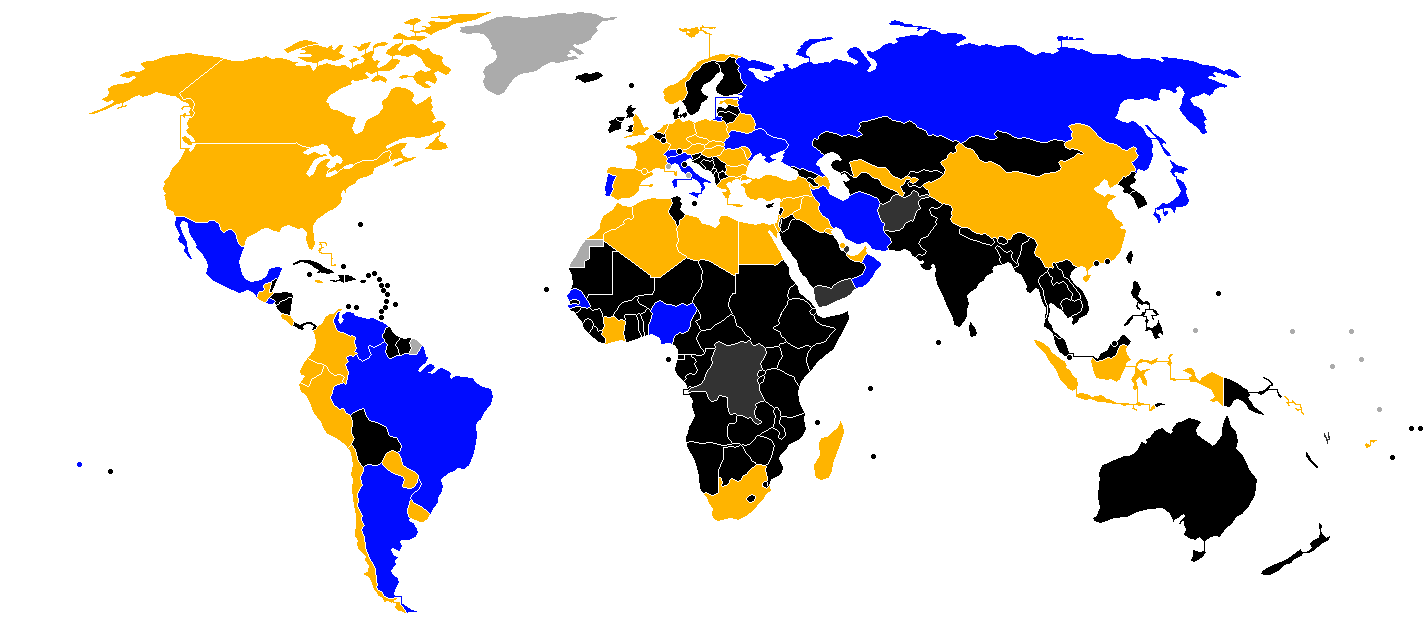
Giành quyền tham dự giải đấu
Không vượt qua vòng loại
Rút lui
Không tham dự
Không phải là thành viên FIFA

## Địa điểm
Chỉ có một địa điểm được sử dụng tại thành phố Ravenna trong suốt mùa giải được gọi là Sân vận động Mare. Sân vận động được xây dựng như một công trình tạm thời, chủ yếu để tổ chức World Cup tuy nhiên sân vận động này cũng tổ chức vòng 3 của Giải vô địch bóng đá bãi biển châu Âu 2011 nhằm thúc đẩy bóng đá bãi biển trong khu vực trước khi giải đấu bắt đầu.
| Sân vận động Mare                 |
| 44°25′B 12°12′Đ / 44,417°B 12,2°Đ |
| Sức chứa: 5,500                   |

## Trọng tài
FIFA đã chọn ra 25 trọng tài điều hành cho các trận đấu. Trong số 25 trọng tài, ít nhất một trọng tài đại diện cho mỗi liên đoàn; bốn trọng tài từ AFC, ba trọng tài từ CAF, năm trọng tài từ CONMEBOL, ba trọng tài từ CONCACAF, một trọng tài từ OFC và tám trọng tài từ UEFA, với tất cả 25 trọng tài đến từ các quốc gia khác nhau. Các trọng tài đã được công bố vào tháng 8 năm 2011.
| AFC                                                                 | CAF                                         | CONCACAF                                         | CONMEBOL                                                                  | OFC       | UEFA                                                               | UEFA                                                             |
| ------------------------------------------------------------------- | ------------------------------------------- | ------------------------------------------------ | ------------------------------------------------------------------------- | --------- | ------------------------------------------------------------------ | ---------------------------------------------------------------- |
| Suhaimi Mat Hassan Tasuku Onodera Suwat Wongsuwan Ebrahim Almansory | Said Hachim David Adolphe Jelili Ogunmuyiwa | Oscar Velasquez · Miguel Lopez · Oscar Arosemena | Juan Rodriguez Ivo De Moraes Rene De La Rosa Jose Cortez Javier Bentancor | Hugo Pado | Istvan Meszaros Roberto Pungitore Michael Medina Tomasz Winiarczyk | Alexander Berezkin Ruben Eiriz Christian Zimmermann Serdar Akcer |

## Bốc thăm
Lễ bốc thăm chia 16 đội chia thành bốn bảng, mỗi bảng bốn đội được tiến hành vào ngày 5 tháng 7 năm 2011 tại Rome, Ý do các thành viên Ủy ban bóng đá bãi biển FIFA Joan Cuscó và Jaime Yarza chủ trì. Nhà vô địch World Cup 1998 Christian Karembeu và huyền thoại bóng đá bãi biển, Ramiro Figueiras Amarelle đã hỗ trợ việc bốc thăm.
| Nhóm 1 (chủ nhà & top 3 châu Âu) | Nhóm 2 (châu Á & châu Đại Dương) | Nhóm 3 (châu Phi & Bắc Mỹ)               | Nhóm 4 (Nam Mỹ & đội tuyển châu Âu thứ 4) |
| -------------------------------- | -------------------------------- | ---------------------------------------- | ----------------------------------------- |
| Ý · Ukraina · Bồ Đào Nha · Nga   | Nhật Bản · Oman · Iran · Tahiti  | Sénégal · Nigeria · México · El Salvador | Brasil · Argentina · Venezuela · Thụy Sĩ  |

16 đội được chia thành bốn bảng, mỗi bảng bốn đội. Một đội từ mỗi nhóm được chia vào mỗi bảng A, B, C và D tương ứng, với đội chủ nhà được chọn trước để thi đấu ở bảng A.

## Đội hình
Giống như các mùa giải trước, đội hình của mỗi đội tuyển bao gồm tổng cộng 12 cầu thủ; chỉ những cầu thủ này mới đủ điều kiện tham gia World Cup. Vào ngày 25 tháng 8 năm 2011, danh sách cầu thủ của 16 đội đã được công bố, bao gồm tổng cộng 192 cầu thủ sẽ tham gia World Cup. Brasil có đội hình lớn tuổi nhất với độ tuổi trung bình là 31, trong khi Nigeria có đội hình trẻ nhất với độ tuổi trung bình là 22.

## Vòng bảng
Vòng bảng bắt đầu vào ngày 1 tháng 9 và kết thúc vào ngày 6 tháng 9, với trận mở màn là trận đấu giữa Argentina và Oman.
Tất cả các trận đấu diễn ra theo giờ địa phương ở Ravenna (UTC+2).
| Chú thích                           |
| ----------------------------------- |
| Các đội giành quyền vào vòng tứ kết |

### Bảng A
| Đội     | ST | T | T+ | B | BT | BB | HS | Đ |
| ------- | -- | - | -- | - | -- | -- | -- | - |
| Ý       | 3  | 1 | 2  | 0 | 13 | 12 | +1 | 7 |
| Sénégal | 3  | 1 | 1  | 1 | 17 | 15 | +2 | 5 |
| Thụy Sĩ | 3  | 1 | 0  | 2 | 16 | 15 | +1 | 3 |
| Iran    | 3  | 0 | 0  | 3 | 13 | 17 | −4 | 0 |

| Thụy Sĩ                                                                                       | 8–8 (s.h.p.) | Sénégal                                                                                    |
| --------------------------------------------------------------------------------------------- | ------------ | ------------------------------------------------------------------------------------------ |
| D. Stankovic 7', 20', 22' · M. Jaeggy 18', 33' · N. Sylla 25' (l.n.), 28' (l.n.) · S. Leu 33' | Chi tiết     | 3', 4', 22' P. Koukpaki · 6' N. Mbaye · 11', 24' N. Sylla · 14' L. Diagne · 20' I. Bakhoum |
| Loạt sút luân lưu                                                                             |              |                                                                                            |
| D. Stankovic                                                                                  | 0–1          | P. Koukpaki                                                                                |

| Ý                                                                                           | 6–6 (s.h.p.) | Iran                                                                                    |
| ------------------------------------------------------------------------------------------- | ------------ | --------------------------------------------------------------------------------------- |
| G. Soria 8' (ph.đ.), 29' · M. Marrucci 20' · G. Gori 20' · F. Corosiniti 27' · F. Palma 29' | Chi tiết     | 6' (ph.đ.) M. Hassani · 13' A. Naderi · 16', 28' H. Abdollahi · 22', 36' F. Boulokbashi |
| Loạt sút luân lưu                                                                           |              |                                                                                         |
| S. Feudi · G. Soria · F. Palma · G. Gori · P. Palmacci                                      | 5–4          | M. Mohktari · A. Naderi · F. Boulokbashi · M. Ahmadzadeh · M. Mesigar                   |

| Iran                                                       | 4–6      | Thụy Sĩ                                                                                              |
| ---------------------------------------------------------- | -------- | --- |
| M. Mokhtari 9', 21' · M. Ahmadzadeh 29' · H. Abdollahi 36' | Chi tiết | 4' V. Jaeggy · 9' S. Spaccarotella · 9' M. Jaeggy · 10' M. Rodrigues · 11' A. Schirinzi · 36' S. Leu |

| Sénégal                                  | 4–4 (s.h.p.) | Ý                                      |
| ---------------------------------------- | ------------ | -------------------------------------- |
| N. Mbaye 27', 34' · P. Koukpaki 36', 36' | Chi tiết     | 1' S. Feudi · 8', 36', 36' P. Palmacci |
| Loạt sút luân lưu                        |              |                                        |
| P. Koukpaki · B. Fall · N. Mbaye         | 2–3          | S. Feudi · G. Soria · F. Palma         |

| Iran                                                 | 3–5      | Sénégal                                       |
| ---------------------------------------------------- | -------- | --------------------------------------------- |
| M. Hassani 16' · M. Mesigar 19' · F. Boulokbashi 31' | Chi tiết | 1', 4' N. Mbaye · 9', 36' B. Fall · 24' C. Ba |

| Ý                                     | 3–2      | Thụy Sĩ                      |
| ------------------------------------- | -------- | ---------------------------- |
| G. Soria 24' · F. Corosiniti 27', 36' | Chi tiết | 9' S. Leu · 36' D. Stankovic |

### Bảng B
| Đội         | ST | T | T+ | B | BT | BB | HS  | Đ |
| ----------- | -- | - | -- | - | -- | -- | --- | - |
| Bồ Đào Nha  | 3  | 3 | 0  | 0 | 24 | 5  | +19 | 9 |
| El Salvador | 3  | 2 | 0  | 1 | 10 | 17 | −7  | 6 |
| Argentina   | 3  | 1 | 0  | 2 | 6  | 10 | −4  | 3 |
| Oman        | 3  | 0 | 0  | 3 | 7  | 15 | −8  | 0 |

| Argentina                                       | 3–1      | Oman         |
| ----------------------------------------------- | -------- | ------------ |
| J. Vivas 17' · G. Spinelli 21' · S. Larreta 27' | Chi tiết | Al-Sinani 1' |

| El Salvador                    | 2–11     | Bồ Đào Nha                                                                                              |
| ------------------------------ | -------- | --- |
| A. Ruiz 17' · F. Velásquez 28' | Chi tiết | 1', 2', 5' Madjer · 1', 32' N. Belchior · 15', 27' R. Coimbra · 17', 17' Alan · 22' Lucio · 24' B. Novo |

| Bồ Đào Nha                                 | 5–0      | Argentina |
| ------------------------------------------ | -------- | --------- |
| Madjer 4', 17', 24', 34' · N. Belchior 23' | Chi tiết |           |

| Oman                               | 3–4      | El Salvador                                                    |
| ---------------------------------- | -------- | -------------------------------------------------------------- |
| Al-Sinani 12', 34' · Al-Dhabit 34' | Chi tiết | 16' E. Ramírez · 25' T. Hernández · 26' J. Gallo · 36' A. Ruiz |

| Bồ Đào Nha | 8–3      | Oman                                           |
| --- | -------- | ---------------------------------------------- |
| Madjer 3', 33' · P. Graça 9' · Lucio 12', 34' · Y. Al Araimi 18' (l.n.) · Duarte 22' (ph.đ.) · N. Belchior 27' | Chi tiết | Al-Qassmi 24' · Al-Mukhaini 28' · Al-Rajhi 31' |

| El Salvador                                                      | 4–3      | Argentina                              |
| ---------------------------------------------------------------- | -------- | -------------------------------------- |
| F. Velásquez 19' · A. Ruiz 24' · J. Membreño 32' · W. Torres 36' | Chi tiết | 19' L. Franceschini · 19', 36' J. Levi |

### Bảng C
| Đội       | ST | T | T+ | B | BT | BB | HS  | Đ |
| --------- | -- | - | -- | - | -- | -- | --- | - |
| Nga       | 3  | 3 | 0  | 0 | 20 | 7  | +13 | 9 |
| Nigeria   | 3  | 2 | 0  | 1 | 13 | 12 | +1  | 6 |
| Tahiti    | 3  | 1 | 0  | 2 | 6  | 11 | −5  | 3 |
| Venezuela | 3  | 0 | 0  | 3 | 8  | 17 | −9  | 0 |

| Nigeria                                                       | 4–8      | Nga |
| ------------------------------------------------------------- | -------- | --- |
| I. Olawale 5' · V. Tale 24' · M. Najare 24' · O. Okemmiri 25' | Chi tiết | 3', 19' E. Eremeev · 5' Y. Gorchinskiy · 7', 12' E. Shaykov · 23' A. Makarov · 24' I. Leonov · 36' A. Shkarin |

| Tahiti                                                              | 5–2      | Venezuela                     |
| ------------------------------------------------------------------- | -------- | ----------------------------- |
| T. Zaveroni 7', 20' · N. Bennett 16' · M. Amau 18' · T. Labaste 33' | Chi tiết | 7' E. Quintero · 22' C. Longa |

| Venezuela                                             | 3–5      | Nigeria                                              |
| ----------------------------------------------------- | -------- | ---------------------------------------------------- |
| E. Quintero 5' · N. Nwosu 19' (l.n.) · K. Camargo 27' | Chi tiết | 9', 11' I. Olawale · 24', 27' V. Tale · 36' N. Nwosu |

| Nga                                                                                      | 5–0      | Tahiti |
| ---------------------------------------------------------------------------------------- | -------- | ------ |
| E. Shaykov 17' · E. Eremeev 28' · Y. Krasheninnikov 28' · I. Leonov 30' · A. Makarov 34' | Chi tiết |        |

| Venezuela                                          | 3–7      | Nga                                                                                    |
| -------------------------------------------------- | -------- | -------------------------------------------------------------------------------------- |
| M. Monsalve 11' · F. Landaeta 22' · G. Cardone 36' | Chi tiết | 16', 21', 22' D. Shishin · 17' A. Shkarin · 28' I. Leonov · 31', 35' Y. Krasheninnikov |

| Tahiti          | 1–4      | Nigeria                                                    |
| --------------- | -------- | ---------------------------------------------------------- |
| T. Zaveroni 16' | Chi tiết | 14', 20' V. Tale · 20' (ph.đ.) M. Najare · 31' O. Okemmiri |

### Bảng D
| Đội      | ST | T | T+ | B | BT | BB | HS | Đ |
| -------- | -- | - | -- | - | -- | -- | -- | - |
| Brasil   | 3  | 2 | 1  | 0 | 11 | 7  | +4 | 8 |
| México   | 3  | 1 | 1  | 1 | 6  | 8  | −2 | 5 |
| Ukraina  | 3  | 1 | 0  | 2 | 8  | 6  | +2 | 3 |
| Nhật Bản | 3  | 0 | 0  | 3 | 6  | 10 | −4 | 0 |

| Nhật Bản                        | 2–3      | México                                                          |
| ------------------------------- | -------- | --------------------------------------------------------------- |
| S. Yamauchi 12' · S. Suzuki 31' | Chi tiết | 22' (ph.đ.) A. Rodriguez · 24' J. Cervantes · 30' R. Villalobos |

| Brasil                        | 3–3 (s.h.p.) | Ukraina                                               |
| ----------------------------- | ------------ | ----------------------------------------------------- |
| Benjamin 5' · Sidney 16', 27' | Chi tiết     | 16' I. Borsuk · 17' O. Zborovskyi · 24' O. Korniychuk |
| Loạt sút luân lưu             |              |                                                       |
| André · Bruno                 | 2–1          | I. Borsuk · O. Korniychuk                             |

| Ukraina                                                              | 4–2      | Nhật Bản                   |
| -------------------------------------------------------------------- | -------- | -------------------------- |
| R. Pachev 1' · S. Bozhenko 19' · O. Zborovskyi 20' · O. Mozgovyy 33' | Chi tiết | 21' H. Oda · 30' M. Komaki |

| México                   | 2–5      | Brasil                                                                  |
| ------------------------ | -------- | ----------------------------------------------------------------------- |
| M. Plata 3', 24' (ph.đ.) | Chi tiết | 5' Benjamin · 10' Betinho · 17' (ph.đ.) André · 21' Buru · 24' Jorginho |

| Ukraina                   | 1–1 (s.h.p.) | México                       |
| ------------------------- | ------------ | ---------------------------- |
| A. Butko 6'               | Chi tiết     | 33' F. Cati                  |
| Loạt sút luân lưu         |              |                              |
| I. Borsuk · A. Yevdokymov | 0–1          | R. Villalobos · A. Rodriguez |

| Brasil                        | 3–2      | Nhật Bản                               |
| ----------------------------- | -------- | -------------------------------------- |
| André 12', 27' · Benjamin 25' | Chi tiết | 5' S. Yamauchi · 19' (ph.đ.) M. Komaki |

## Vòng đấu loại trực tiếp
|  | Tứ kết               | Tứ kết              |                     |       | Bán kết       | Bán kết       |  |  | Chung kết | Chung kết |
|  |                      |                     |                     |       |               |               |  |  |           |           |
|  | 8 tháng 9 năm 2011   |                     |                     |       |               |               |  |  |           |           |
|  |                      |                     |                     |       |               |               |  |  |           |           |
|  | Ý                    | 5                   |                     |       |               |               |  |  |           |           |
|  | Ý                    | 5                   | 10 tháng 9 năm 2011 |       |               |               |  |  |           |           |
|  | El Salvador (s.h.p.) | 6                   |                     |       |               |               |  |  |           |           |
|  | El Salvador (s.h.p.) | 6                   | El Salvador         | 3     |               |               |  |  |           |           |
|  | 8 tháng 9 năm 2011   |                     | El Salvador         | 3     |               |               |  |  |           |           |
|  |                      | Nga                 | 7                   |       |               |               |  |  |           |           |
|  | Nga                  | Nga                 | 7                   | 5     |               |               |  |  |           |           |
|  | Nga                  |                     | 11 tháng 9 năm 2011 | 5     |               |               |  |  |           |           |
|  | México               | 3                   |                     |       |               |               |  |  |           |           |
|  | México               | 3                   | Nga                 | 12    |               |               |  |  |           |           |
|  | 8 tháng 9 năm 2011   |                     | Nga                 | 12    |               |               |  |  |           |           |
|  |                      | Brasil              | 8                   |       |               |               |  |  |           |           |
|  | Brasil (s.h.p.)      | Brasil              | 8                   | 10    |               |               |  |  |           |           |
|  | Brasil (s.h.p.)      | 10 tháng 9 năm 2011 |                     | 10    |               |               |  |  |           |           |
|  | Nigeria              | 8                   |                     |       |               |               |  |  |           |           |
|  | Nigeria              | 8                   | Brasil              | 4     |               |               |  |  |           |           |
|  | 8 September 2011     |                     | Brasil              | 4     |               |               |  |  |           |           |
|  |                      | Bồ Đào Nha          | 1                   |       | Tranh hạng ba | Tranh hạng ba |  |  |           |           |
|  | Bồ Đào Nha (pen.)    | Bồ Đào Nha          | 1                   | 4 (3) | Tranh hạng ba | Tranh hạng ba |  |  |           |           |
|  | Bồ Đào Nha (pen.)    |                     | 11 tháng 9 năm 2011 | 4 (3) |               |               |  |  |           |           |
|  | Sénégal              | 4 (2)               |                     |       |               |               |  |  |           |           |
|  | Sénégal              | 4 (2)               | El Salvador         | 2     |               |               |  |  |           |           |
|  |                      |                     |                     |       |               |               |  |  |           |           |
|  | Bồ Đào Nha           | 3                   |                     |       |               |               |  |  |           |           |
|  | Bồ Đào Nha           | 3                   |                     |       |               |               |  |  |           |           |

### Tứ kết
| Nga                                                                                         | 5–3      | México                                            |
| ------------------------------------------------------------------------------------------- | -------- | ------------------------------------------------- |
| I. Leonov 2' · E. Shaykov 14' · Y. Krasheninnikov 16' · Y. Gorchinskiy 23' · E. Eremeev 27' | Chi tiết | 10' A. Barbosa · 30' R. Villalobos · 32' M. Plata |

| Bồ Đào Nha                                                 | 4–4 (s.h.p.) | Sénégal                                                            |
| ---------------------------------------------------------- | ------------ | ------------------------------------------------------------------ |
| Madjer 5' · N. Belchior 5' · B. Torres 10' · J. Santos 23' | Chi tiết     | 5' P. Koukpaki · 13' (ph.đ.), 13' N. Sylla · 36' (ph.đ.) L. Diagne |
| Loạt sút luân lưu                                          |              |                                                                    |
| B. Torres · N. Belchior · Madjer                           | 3–2          | P. Koukpaki · B. Fall · C. Ba                                      |

| Ý                                                    | 5–6 (s.h.p.) | El Salvador                                                      |
| ---------------------------------------------------- | ------------ | ---------------------------------------------------------------- |
| P. Palmacci 4', 18', 31' (ph.đ.), 34' · F. Palma 15' | Chi tiết     | 12', 18', 33', 38' F. Velasquez · 22' A. Ruiz · 24' T. Hernandez |

| Brasil                                                                                            | 10–8 (s.h.p.) | Nigeria                                                                            |
| ------------------------------------------------------------------------------------------------- | ------------- | ---------------------------------------------------------------------------------- |
| André 10', 11', 12', 30', 37' · Anderson 16' · Buru 24' · Jorginho 33' · Benjamin 34' · Bruno 37' | Chi tiết      | 10' M. Najare · 13', 16', 18', 36' B. Ibenegbu · 15', 35' J. Okwuosa · 36' V. Tale |

### Bán kết
| El Salvador                        | 3–7      | Nga |
| ---------------------------------- | -------- | --- |
| A. Ruiz 7' · F. Velásquez 17', 20' | Chi tiết | 5' D. Shishin · 5' I. Leonov · 9', 19' E. Shaykov · 10' A. Makarov · 22' E. Eremeev · 35' Y. Gorchinskiy |

| Brasil                                    | 4–1      | Bồ Đào Nha |
| ----------------------------------------- | -------- | ---------- |
| Betinho 14' · Sidney 16', 29' · Bruno 33' | Chi tiết | 5' Alan    |

### Tranh hạng ba
| El Salvador                       | 2–3      | Bồ Đào Nha                               |
| --------------------------------- | -------- | ---------------------------------------- |
| W. Alvarado 2' · F. Velasquez 19' | Chi tiết | 6', 25' Madjer · 15' (ph.đ.) N. Belchior |

### Chung kết
| Nga | 12–8     | Brasil                                                               |
| --- | -------- | -------------------------------------------------------------------- |
| E. Shaykov 2', 6' · I. Leonov 8', 25' · E. Eremeev 13', 19' · A. Makarov 15', 20' · Betinho 21' (l.n.) · D. Shishin 21', 31', 32' | Chi tiết | 8' (ph.đ.), 11', 30', 33', 34', 35' André · 17' Betinho · 22' Sidney |

## Vô địch
| Giải vô địch bóng đá bãi biển thế giới 2011 |
| ------------------------------------------- |
| · Nga · Lần thứ 1                           |

## Giải thưởng
| adidas Quả bóng vàng   | adidas Quả bóng bạc   | adidas Quả bóng đồng   |
| ---------------------- | --------------------- | ---------------------- |
| Ilya Leonov            | André                 | Frank Velasquez        |
| adidas Chiếc giày vàng | adidas Chiếc giày bạc | adidas Chiếc giày đồng |
| André                  | Madjer                | Frank Velasquez        |
| 14 bàn                 | 12 bàn                | 9 bàn                  |
| adidas Găng tay vàng   |                       |                        |
| Andrey Bukhlitskiy     |                       |                        |
| Giải phong cách FIFA   |                       |                        |
| Nigeria                |                       |                        |

## Cầu thủ ghi bàn
14 bàn
- André

12 bàn
- Madjer

9 bàn
- Frank Velasquez

8 bàn
- Egor Shaykov

7 bàn
- Paolo Palmacci
- Egor Eremeev
- Ilya Leonov
- Dmitry Shishin

6 bàn
- Victor Tale
- Nuno Belchior
- Pape Koukpaki

5 bàn
- Sidney
- Makarov
- Ndiaga Mbaye
- Agustin Ruiz

4 bàn
- Benjamin
- Bartholomew Ibenegbu
- Yuri Krasheninnikov
- Ngalla Sylla
- Dejan Stankovic

## Kỷ luật
| Tổng số thẻ phạt | Cầu thủ nhận nhiều thẻ phạt nhất | Đội tuyển nhận nhiều thẻ phạt nhất | Trọng tài rút nhiều thẻ phạt nhất |

| - Thẻ vàng (38) - Thẻ vàng thứ hai (2) - Thẻ đỏ (2) | - Hamed Ghorbanpour (3) - Hassan Abdollahi (2) - Khalid Al-Rajhi (2) - Rui Coimbra (2) - Mohd Alhafes (2) | - Iran (8) - Oman (5) - Sénégal (5) | - Javier Bentancor (7) - Alexander Berezkin (6) - Jose Cortez (5) - Juan Rodriguez (5) |

## Bảng xếp hạng giải đấu
| VT | Đội         |
| -- | ----------- |
| 1  | Nga         |
| 2  | Brasil      |
| 3  | Bồ Đào Nha  |
| 4  | El Salvador |
| 5  | Ý           |
| 6  | Nigeria     |
| 7  | Sénégal     |
| 8  | México      |
| 9  | Ukraina     |
| 10 | Thụy Sĩ     |
| 11 | Argentina   |
| 12 | Tahiti      |
| 13 | Iran        |
| 14 | Nhật Bản    |
| 15 | Oman        |
| 16 | Venezuela   |